# Comunidad La Palabra de Dios
La Comunidad Palabra de Dios es una comunidad cristiana ecuménica, carismática, y misionera que comenzó en Ann Arbor, Míchigan. Se compone de cristianos de muchos trasfondos en diferentes iglesias. La Palabra de Dios comenzó en 1967 como una avanzada evangelizadora para los estudiantes de la Universidad de Míchigan. Inicialmente el grupo estaba formado por católicos, pero con el tiempo se amplió para incluir a personas de todos los orígenes, anteriormente cristianos o no. Ahora presbiterianos, luteranos, bautistas, católicos y demás se unen para expresar la unidad que comparten en Cristo como miembros de La Palabra de Dios.

## Orígenes 1967-1976
La Palabra de Dios fue fundada en 1967 por cuatro hombres, Ralph Martin y Steve Clark (anteriormente involucrados en la oficina de Movimiento del Cursillo en Lansing, Míchigan) y Jim Cavnar y Gerry Rauch que han participado en obras de renovación en la Universidad de Notre Dame. Eran jóvenes católicos que vinieron a Ann Arbor, Míchigan, y después de pedírseles dejar el ministerio en Lansing en el que estaban involucrados en después de convertirse en carismáticos. Fueron inspirados por el reciente encuentro que habían tenido con el movimiento carismático. Éste, fue provocado por el fin de semana de Duquesne, un evento que es considerado como el día de Pentecostés de la Renovación Carismática Católica.
Los hombres comenzaron a tener reuniones de oración en su departamento cerca del campus principal de la Universidad de Míchigan con cuatro personas. Las reuniones comenzaron a crecer y pronto se formó un grupo considerable en todas las reuniones. Se mudaron a Saint Mary's en Ann Arbor para dar cabida al número creciente. En 1973 el número había aumentado a 1000. Comenzaron a organizar la reunión en grupos de personas para reunirse. Mientras crecían sus reuniones también lo hicieron sus sedes. Pronto hubo muchas reuniones durante la semana. Miembros había aumentado a 3000 en 1976.[cita requerida]

## Expansión
A medida que su influencia creció, pronto empezó a crear comunidades en otras áreas. Una asociación ecuménica de comunidades carismáticas fue creada en 1983, llamada "La Espada del Espíritu". Cuando se inició, la incluían comunidades de los Estados Unidos, México, Costa Rica, Nicaragua, Filipinas, Gran Bretaña, Austria y Bélgica. A partir de 2009, contaba con más de 60 comunidades asociadas.

## Fraternidades
Entre 1972 y 1976, la Palabra de Dios ha creado cuatro comunidades eclesiales o "fraternidades". Estas fueron creadas para ayudar a la gente a vivir aspectos de su fe que no podían vivir en un entorno estrictamente interdenominacional. Las cuatro fraternidades eran, la fraternidad católica de la Palabra de Dios (ahora la iglesia católica Cristo Rey), la fraternidad luterana Cruz y Resurrección, la presbiteriana del Pacto, y la Emaús (Ahora Iglesia de la Viña de Ann Arbor). 

## Publicaciones
Una editorial afiliada a la comunidad, Publicaciones Servant, publicó obras de autores contemporáneos católicos y evangélicos, incluidos los miembros de la comunidad: Bert Ghezzi, Stephen Clark y Ralph Martin. 
Unos dos millones de libros de canciones en la serie Songs of Praises (Canciones de Alabanza) se distribuyeron. Estas canciones presentadas, fueron utilizadas en los grupos de oración de la renovación carismática, y muchos de ellos fueron escritos por miembros de la Comunidad la Palabra de Dios. Publicaciones Servant dejó de funcionar en 2003.
La comunidad también publicó una revista llamada New Covenant para enseñar y guiar al movimiento carismático y coordinar sus actividades nacionales.

## Alegaciones sectarias
En la década de los 80s, acusaciones de que La Palabra de Dios estaba practicando demasiado control sobre sus miembros, llevó a líderes tanto de la Iglesia Católica como de la Iglesia Luterana del Sínodo de Misuri a enviar equipos para investigar la comunidad, y determinar si lo que estaban enseñando era ortodoxo. Las investigaciones concluyeron en que la comunidad no estaba enseñando herejías, y tampoco se avalaron las acusaciones de ser una secta.

## La escisión
En 1990 algunas de las diferencias de los líderes respecto a en qué dirección avanzar llegó a su clímax. La Palabra de Dios se dividió en dos grupos: La Palabra de Dios, y Comunidad de Alianza Washtenaw (Ahora Palabra de Vida). 

## Mission Christ
A fines de 1990, la Palabra de Dios comenzó una avanzada de evangelización para la juventud en el área del condado de Washtenaw, llamada Mission Christ. Mission Christ empezó como una reunión semanal, pero pronto se extendió hasta incluir reuniones en muchas de las escuelas secundarias y universidades locales, incluyendo: La Escuela de la Escuela Superior Huron (Omega Alpha), Pioneer High School (Pioneros para Cristo), Ypsilanti High School, la Father Gabriel Richard High School, Dexter High School (Génesis), la Universidad del Este de Míchigan (Avanzada Mission Christ), el Concordia College, la Comunidad de Washtenaw College, y la Universidad de Míchigan. 
Estos grupos se convirtieron en una fuente de controversia entre los años 2000 y 2004, bajo la dirección de John Luton. Hay dos demandas presentadas por particulares contra sus escuelas, respecto a situaciones de discriminación contra los cristianos. La primera fue presentada por Betsy Hansen en contra de Pioneer High School después de que su grupo, Pioneros para Cristo, fuese excluido del debate, supuestamente en un foro sobre la homosexualidad durante las ferias de diversidad en la escuela. La segunda demanda fue presentada por John Luton contra la Comunidad de Washtenaw College, después de que a su grupo le fuese negada la condición de grupo oficial para los asuntos de libertad de expresión. En ambos casos estuvieron representados por abogados del Thomas More Law Center. El caso de Hansen fue presentado en The O'Reilly Factor y Hannity y Combs.